# Walerian Wladimirowitsch Kuibyschew

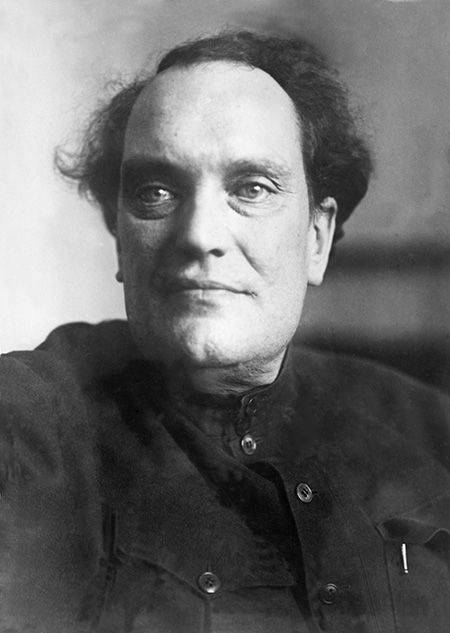
Walerian Kuibyschew (1930er Jahre)

Walerian Wladimirowitsch Kuibyschew (russisch Валериан Владимирович Куйбышев; * 25. Maijul. / 6. Juni 1888greg. in Omsk; † 25. Januar 1935 in Moskau) war ein sowjetischer Politiker.

## Biografie

### Jugend und Ausbildung
Kuibyschew stammte aus einer großen adeligen Familie mit neun Kindern. Sein Vater war Offizier, zuletzt Oberstleutnant, in der Omsker Garnison. Die Familie zog nach Kokchetav in Kasachstan um, als der Vater dort Kommandant der Bezirksarmee wurde. Seine Schulausbildung erfolgte in Kokchetav und ab 1898 in Omsk. 1903 wurde er als Schüler des Kadettenkorps Mitglied eines illegalen sozialdemokratischen Zirkels und 1904 Mitglied der Russischen Sozialdemokratische Arbeiterpartei Russlands (RSDLP). Er studierte ab 1905 Medizin in St. Petersburg, wurde aber 1906 von der Universität ausgeschlossen wegen seiner Teilnahme an einer Demonstration. 1906 wurde er in Omsk verhaftet, 1907 entlassen und unter Polizeiaufsicht in die Stadt Kainsk im Gouvernement Tomsk verbannt. 1908 wurde er erneut in Tomsk inhaftiert. 1909 studierte er an der Juristischen Fakultät der Universität Tomsk, von der er 1910 verwiesen und für zwei Jahre nach Narym verbannt. 1912 floh er nach Omsk, wurde dort aber gefasst und nach Tambow verbannt. 1913 floh er erneut und arbeitete in der Illegalität, wurde in St. Petersburg verhaftet, 1914 ins Gouvernement Irkutsk verbannt und 1917 nach der Februarrevolution entlassen.

### Revolutionär und Funktionär
Im März/April 1917 wurde er zum Vorsitzenden des Präsidiums des Exekutivkomitees des Rates der Arbeiterdeputierten von Samara gewählt. Im Oktober 1917 beteiligte er sich an der Errichtung der Sowjetmacht in Samara. Zur Verteidigung von Samara wurde am Beginn des Bürgerkrieges im Mai 1918 ein revolutionäres Hauptquartier unter der Leitung von Kuibyschew geschaffen.
Er war von 1918 bis 1920 Kommandeur in der Roten Armee im Russischen Bürgerkrieg. Er wurde im Rahmen einer Revision gegen die Anhänger von Trotzki nach dem X. Parteitag von 1922 bis 1923 Sekretär des Zentralkomitees der Kommunistischen Partei (1925 Umbenennung in Kommunistische All-Unionspartei (Bolschewiki) – WKP (B)). Das Sekretariat des Zentralkomitees bestand 1922 aus dem neu zum Generalsekretär ernannten Stalin und den Sekretären Molotow, Kuibyschew, Jaroslawski und Michailow, alles treue Anhänger Stalins. Kuibyschew war von 1923 bis 1926 Vorsitzender der Zentralen Kontrollkommission der Partei.
Von 1923 bis 1935 war er Mitglied des Rates der Volkskommissare, und zwar 1923 bis 1927 als Volkskommissar der Arbeiter- und Bauerninspektion und 1927 bis 1935 als Vorsitzender der mächtigen Staatsplanung (Gosplan). Er war zuständig:
- für den ersten Fünfjahrplan von 1928,
- für den Aufbau der großen industriellen Komplexe und deren Infrastruktur (u. a. im Donezbecken),
- mitverantwortlich für die ersten stalinistischen Schauprozesse von 1928 in Schachty (Schachty-Prozess) sowie 1930 gegen Industrievertreter und die sogenannte technische Intelligenzija
- mitverantwortlich für die Zwangskollektivierung der Landwirtschaft von 1928 bis 1932 und deren fatale Folgen wie die Vernichtung der Kulaken und die Hungersnot in der Ukraine (Holodomor) und anderen Teilen der Sowjetunion.

Als Mitglied des Politbüros der WKP (B) war er vom 19. Dezember 1927 bis zum 25. Januar 1935 (seinem Todestag) als Anhänger Stalins einer der mächtigsten Politiker der Sowjetunion.
Der Tod Kuibyschews war wie viele Todesfälle dieser Zeit rätselhaft. Die 1938 aufgestellte Behauptung von Chefankläger Wyschinski, dass er durch NKWD-Chef Jagoda „medizinisch“ vergiftet wurde, kann auch als gefälschter Anklagepunkt gegen den dann zum Tode verurteilten Jagoda gewertet werden. Auch Jagodas Geständnis, Kuibyschew, Menschinski und Maxim Gorki ermordet zu haben, ist wahrscheinlich erzwungen worden.
Kuibyschews Frau Galina war die Tochter von Jelena Fjodorowna Rosmirowitsch und Alexander Antonowitsch Trojanowski.

## Ehrungen
- Seine Urne wurde an der Kremlmauer in Moskau beigesetzt.
- Von 1935 bis 1990 trug die russische Millionenstadt Samara an der Wolga den Namen Kujbyschew.
- Von 1935 bis 1991 trug die kleine russische Stadt Bolgar an der Wolga in der Republik Tatarstan den Namen Kujbyschew.
- Seit 1935 trägt die russische rund 50.000 Einwohner große Stadt Kuibyschew in der Oblast Nowosibirsk seinen Namen.
- 1935 bis 1993 trug die Moskowski Gossudarstwenny Stroitelny Uniwersitet in Moskau den Namenszusatz Kuibyschews.[1]